# Ambia albipunctalis
Ambia albipunctalis là một loài bướm đêm trong họ Crambidae.